# 보나벤투라

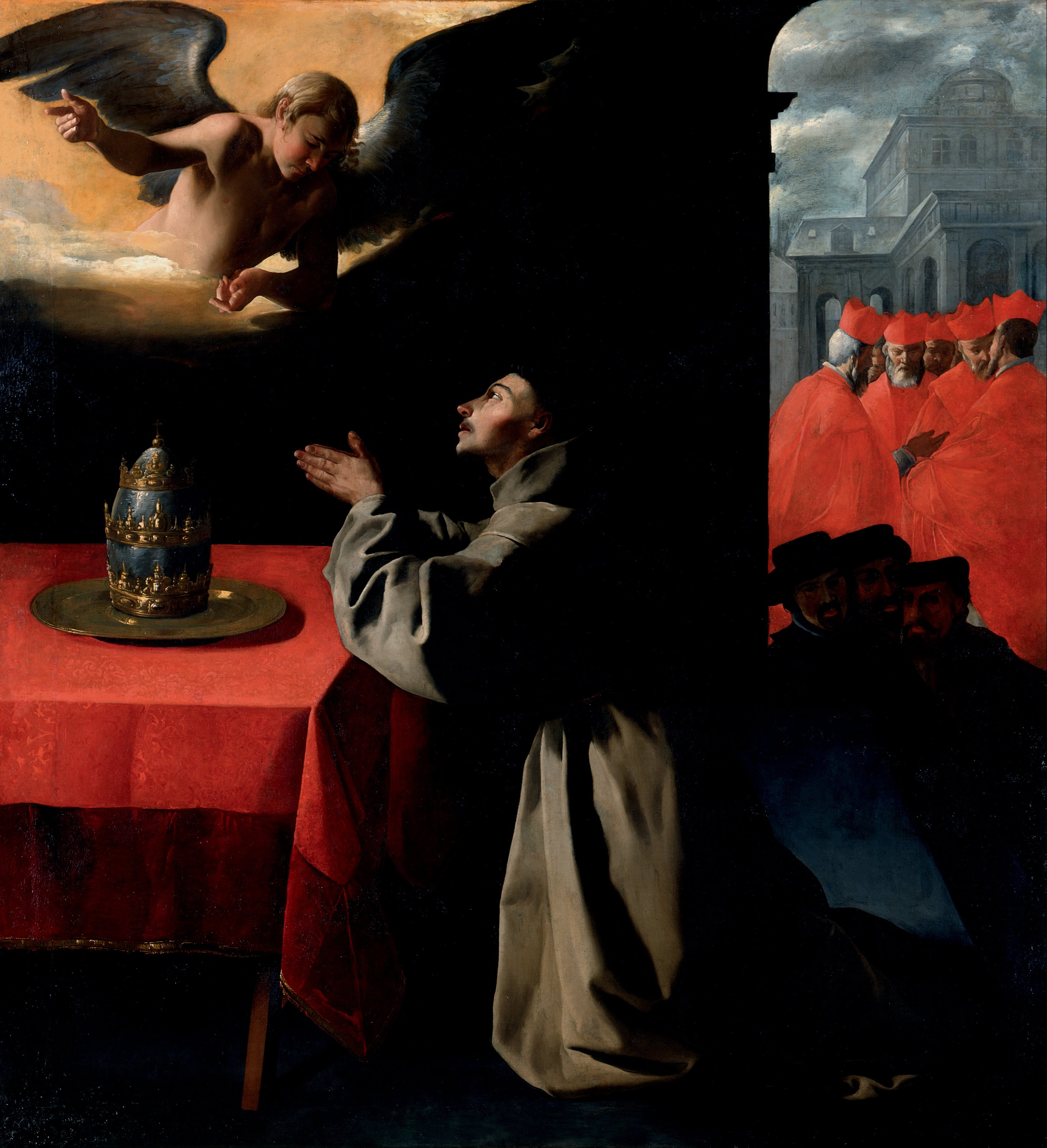
성 보나벤투라

보나벤투라(Sanctus Bonaventura; 1221년 - 1274년 7월 15일)는 로마 가톨릭의 중세 시대 가장 뛰어난 신학자이자 사상가이며 성인 중 한 사람으로 성 토마스 아퀴나스와 동시대인으로 큰 발자취를 남겼다. 경건하고 사랑이 흐르는 면에서 ‘세라핌적 박사’(The Seraphic Doctor)로 알려진 그는 성 프란치스코의 대전기를 비롯하여 수많은 저서들을 남겼다. 흔히 프란치스코회 수도복을 입거나, 추기경을 상징하는 빨간예복을 입은 모습으로 그려지며, 망토 가장자리에는 세라핌이 장식되어 있다. 로마 가톨릭의 성인으로서 축일은 7월 15일이다. 상징물은 책·십자고상·성체현시대이며, 신학자·농부·짐꾼·직조공의 수호 성인이다.

## 행적

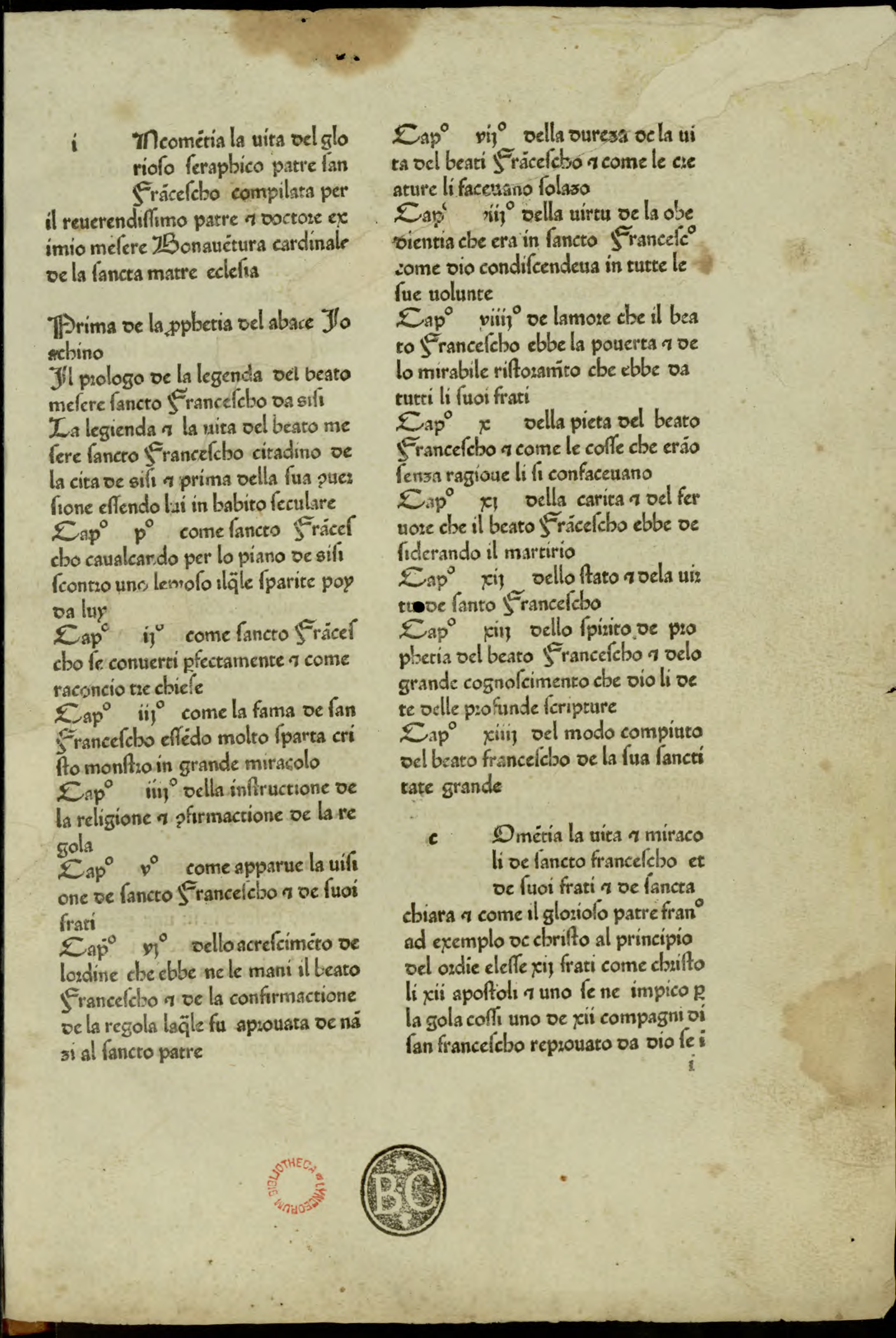
Legenda maior, 1477

보나벤투라는 1217년 혹은 1221년에 이탈리아 중부 바뇨레지오(Bagnoregio)에서 아버지 조반니 디 피단자(Giovanni di Fidanza)와 어머니 마리아 디 리텔로(Maria de Ritello) 사이에서 태어난 것으로 알려져 있다. 본명은 아버지의 이름을 이어받아 조반니 디 피단자(Giovanni di Fidanza)로 불렸다. 보나벤투라의 어린시절에 대해서는 알려진 바는 거의 없다. 그의 어린 시절 일화는 그가 이후에 편찬한 아시시의 프란치스코 전기를 통해 전해진다. 이 전기에 따르면 보나벤투라는 태어난 지 1년이 채 되지 않아서 심한 중병을 앓았다고 한다. 이에 신앙심이 두터운 보나벤투라의 어머니는 앓고 있는 보나벤투라를 안고 아시시의 프란치스코에게 장래에 수도원에 보내겠노라고 서약과 함께 탄원하였고 이에 프란치스코가 응하여 보나벤투라가 씻은 듯이 나았다고 전해진다. 한편 그가 '보나벤투라'라 불리게 된 이유에 대해 이 전기에서 전하는 일화에 덧붙여져 여러 전설들이 전해지고 있다. 그 중 어떤 것은 프란치스코가 앓고 있는 보나벤투라를 보자마자 "잘 왔노라(bona ventura)" 라고 말했기 때문이었다는 전설과 그가 병이 나았다는 전언을 듣고 "좋은 소식이로다(bona ventura)"라고 말했기 때문이라는 전설이 전해지고 있는데, 흔히 이와 같은 전설들을 통해 그와 프란치스코 성인과의 결코 평범치 않은 인연을 강조하곤 한다. 한편 전기문에 등장하는 일화에서 보나벤투라의 어머니가 탄원할 당시의 프란치스코가 생전의 프란치스코였는지 아니면 당시 바뇨레지오 지방에서 많은 사람들의 경배를 받았던 사후의 프란치스코인지는 분명하지 않다. 이와 같은 면에서 보나벤투라의 어린 시절에 대해 전해지는 전설과 기록이 사실을 그대로 반영하고 있다고 보기에는 약간 무리가 따른다고 할 수 있다.
보나벤투라는 1234-1235년경에 파리로 유학을 떠나 온다. 이때 그는 당대의 저명한 신학자였던 헤일즈의 알렉산더(Alexander of Hales, 1185년 경-1245)를 만나 깊은 영향을 받게 된다. 이 시기의 보나벤투라의 이력에 대해서는 이견이 많다. 먼저 흔히 받아들여지는 견해들 중 하나는 1238년 소년 보나벤투라가 어머니의 서약대로 프란치스코회(작은 형제회)에 입회했고 그 이후로부터 '보나벤투라'로 불리게 되었으며 같은 해에 인문학부를 마쳤다는 것이다. 물론 이 견해를 취한다면 성인 보나벤투라의 놀라운 지적 능력과 비범한 학습 능력을 강조할 수 있을지도 모른다. 하지만 이 견해는 당시 파리 대학교 인문학부의 학제(6년 과정)를 염두에 둘 때 역사적, 사실적인 차원에서 설득력을 갖기 어렵다. 이에 따라 많은 학자들은 보나벤투라가 1242년에 인문학부를 마쳤으며 1243년에 프란치스코회에 입회하였다는 견해를 더 많이 지지하고 있다. 그러나 보나벤투라가 정확히 언제 인문학부를 마쳤으며 프란치스코회에 입회했는지에 대해서 연대를 확정할 만한 결정적인 기록은 아직까지 발견되지 않고 있다. 한편 연대 확정의 문제와는 달리 보나벤투라가 로마 관구 소속임에도 불구하고 오르비에토(Orvieto)가 아닌 파리에서 프란치스코회에 입회했고 대학 과정의 수련을 받았다는 것은 오늘날 거의 확실한 사실로 여겨지고 있다.
보나벤투라는 1250년부터 페트루스 롬바르두스의 명제집 주석에 착수한다. 그리고 1254년 이를 완성하면서 파리 대학에서 신학 강의를 할 자격을 얻는 동시에 당시 프란치스코회에 할당된 파리 대학교의 교수로서 활동할 자격을 취득한다. 그러나 그는 곧장 파리 대학교의 교수로 취임하지 못한다. 재속신학자들과 수도회신학자들 간의 갈등에 휘말리게 되었기 때문이다. 이전부터 파리 대학교에서 재속신학자와 수도회 간의 갈등이 없었던 것은 아니었다. 하지만 이 갈등은 보나벤투라가 신학 강의 자격을 얻어 교수로 막 취임하려던 찰나에 생따무르의 기욤(Guillaume de St. Amour)이라는 인물로 인해 돌이킬 수 없는 국면으로 접어들게 된다.
당시 파리 대학교의 재속교수였던 기욤은 1254년 자신의 저작을 통해 프란치스코회와 설교자회(도미니코회)에 대해 신랄한 공격을 퍼부으며 갈등의 불꽃에 기름을 부었고 1256년에는 프란치스코회와 도미니코회의 탁발 및 청빈이 도덕적 악이라는 극단적 주장까지 펼치기에 이른다. 이에 두 수도회 출신 교수들을 비롯하여 수도회 관계자들이 강력하게 반발하면서 갈등과 반목이 심화되고 이와 같은 양상이 3년 가까운 세월 동안 지속되며 파리 대학교의 정상적인 학사 운영에 지장이 생긴 것을 우려한 프랑스의 루이 9세는 파리 대학교에 이 문제를 확실하게 해결하라는 요청을 하기에 이른다. 이에 따라 가장 먼저 도미니코회의 토마스 아퀴나스가, 그 다음으로 보나벤투라의 동료인 프란치스코회의 요크의 토마스가, 그리고 세 번째로 보나벤투라가 탁발 수도회의 청빈과 생활 방식을 옹호하는 동시에 기욤의 입장을 철저하게 반박하는 저서들을 발표하여 큰 반향을 얻는다. 그 결과 1256년 10월 5일 교황 알렉산데르 4세가 기욤의 입장을 정죄하게 됨으로써 오랫동안 파리 대학교를 시끄럽게 만들었던 문제가 사라지게 된다. 그리고 취임이 확정된 지 3년 가까운 세월이 지난 1257년 8월 보나벤투라는 도미니코회의 토마스 아퀴나스와 함께 파리대학 교수로 취임하게 된다. 기욤의 공격에 함께 대항하여 공동 전선을 구축했으며, 또한 같은 해에 교수로 취임하게 된 이 두 성인의 결코 평범치 않은 인연으로 인해 이 두 성인의 관계에 대해 함께 재임하던 시절은 물론 그 이후에도 서로 친구이자 동반자로서 때로는 서로 격려하고 때로는 경쟁하며 깊은 우정을 나눈 사이로 종종 묘사되곤 한다. 하지만 실제로 이 둘 사이에 여러 전설이 전해주는 그와 같은 돈독한 우정이 있었는지를 분명하게 밝혀주는 결정적인 사료는 없다. 어쨌든 이 위대한 두 사상가가 동시에 파리에 머물면서 스콜라 황금기를 대표하는 기념비적인 작품들을 집필했으며 이를 통해 이후 당시 파리대학은 물론 중세사상계에서 가장 압도적인 사상가들로서 명성을 구가하게 되었다는 것은 분명한 사실이다.
한편 우여곡절 끝에 교수로 취임했지만 보나벤투라는 파리 대학교에서 교수로서 오랫동안 가르치지는 못했다. 왜냐하면 그가 교수로 취임하기 전인 1257년 2월 2일에 이미 그의 높은 학식과 성덕을 인정받아 프란치스코회 제7대 총장으로 뽑혔기 때문이다. 적게는 30대 후반, 기껏해야 40대 초반에 지나지 않던 다소 젊은 나이에 활발하게 성장하고 있던 신생수도회의 총장으로서 취임한 보나벤투라가 맞닥뜨려야 했던 상황은 결코 단순한 것이 아니었다. 일단 보나벤투라가 승계한 총장직은 이단혐의(요아킴 주의)를 받음으로써 프란치스코회를 위험에 처하게 할 것을 염려하여 자진해서 총장직을 사임한 그의 전임자 복자 빠르마의 요한(지오반니 다 파르마, Giovanni da Parma 1247-1257)를 승계한 것이었다. 이것은 무엇보다도 대외적으로 프란치스코회의 정체성을 확고하게 인지시켜야 한다는 무거운 책임이 보나벤투라의 두 어깨에 걸리게 되었음을 의미했다. 더 나아가 피오레의 요하킴 이후로 표면화된 청빈규율을 둘러싼 갈등과 반목을 종식시키는데 진력해야 했다. 이렇게 프란치스코회의 위기상황에서 총장직에 오른 보나벤투라는 엄청난 책임감과 그에 따른 노고를 마다하지 않고 쉼없이 활동했다. 특히 보나벤투라는 프란치스코가 만든 수도규칙을 시대 상황에 맞게끔 수도자들이 생활할 수 있도록 하기 위하여 프란치스코회의 첫 회헌인 나르보나 회헌을 만들었다. 그리고 동료수도사들로 하여금 프란치스코가 제정한 규율을 엄수하도록 하기 위해 친히 모범을 보이며 필설로써 부드럽게 설득하고 기회가 닿는 대로 각 수도원을 순방하며 시찰하는 노력을 아끼지 않았다. 이런 보나벤투라의 노력은 프란치스코회의 대외적 위상의 안정과 36개의 분파로 나뉠 정도로 심각했던 프란치스코회의 내적갈등의 완화라는 결실을 이룬다. 이런 의미에서 보나벤투라는 프란치스코회의 제2의 창설자였다.
프란치스코회의 제2의 창설자로서 보나벤투라가 남긴 주목할 만한 업적 중 하나는 프란치스코의 전기이다. 그 당시 수도회 창립자 프란치스코에 대해서는 이미 첼라노의 토마스(Tommaso da Celano)가 남긴 3편(1생애, 2생애, 기적모음집)과 스파이어의 율리아누스(Julianus von Speyer 혹은 Julianus Teutonicus)가 남긴 한편의 전기문들 그리고 세동료전기, 페루지아 전기, 익명의 페루지아 전기 등이 존재하고 있었다. 이러한 전기의 내용은 프란치스코회의 초창기 정신을 잘 반영하고 있었지만 그 당시의 변화한 정황 및 한층 더 성장한 프란치스코회의 분위기를 반영하기엔 어려움이 있었다고 생각한 보나벤투라는 1260년 나르보나 총회의 위촉을 받아 기존의 전기문 및 민담과 전설들은 물론 성 프란치스코가 출생 및 선종, 그리고 활동했던 장소들을 실제로 방문하여 자료를 수집하고 분류한 후 예의 달필을 휘둘러 오늘날 《레겐다 마요르(Legenda Maior)》라 불리는 《보나벤투라의 성 프란치스코 대전기》을 완성시킨다. 그리고 이 새 전기문은 1266년 프란치스코회 총회에서 공인되어 모든 프란치스코 수도원이 이 새 전기문의 사본을 최소한 한권 이상을 보유하게 된다. 이 과정에서 프란치스코회 총회는 보나벤투라의 새로운 전기문 외에 이전에 편찬된 모든 전기문을 폐기하기로 결정한다. 이와 같은 조치는 프란치스코회 내부에서 프란치스코의 생애 및 그의 청빈을 둘러싼 논란을 종식시켜 종단 내의 갈등을 해소하는 동시에 변화하는 시대에 발맞추어 나가는 젊고 개혁적인 종단으로서의 프란치스코회의 미래를 설계했던 총장 보나벤투라의 노력을 반영한다. 이런 과정을 거치면서 편찬된 《보나벤투라의 성 프란치스코 대전기》는 이제 700여년의 세월과 프란치스코회라는 수도원을 넘어서 오늘날 전 세계의 언어로 번역되어 수많은 독자들에게 프란치스코 성인의 아름다운 삶을 전해주고 있다.
당시 교황 그레고리오 10세는 교회의 개혁과 예루살렘 성지에 대한 군사적 원조 그리고 동방정교회와의 재통합과 같은 난제들을 해결하기 위하여 1274년 5월 7일 제2차 리용 공의회를 소집하였다. 교황은 이 공의회에서 위의 문제들에 대하여 논의하기 위해 당대의 권위있는 신학자들을 불러들였다. 그 중에는 교황이 지혜와 성덕을 흠모하여 1273년 3월 23일 추기경으로 임명한 보나벤투라도 포함되어 있었다. 보나벤투라는 과거 교황 클레멘스 4세가 1265년 그를 요크의 대주교로 임명했을 때처럼 이 직책을 거절하고 싶었지만 교회법의 정신에 따라 순명할 수밖에 없었다. 이때 교황의 명을 받들어 추기경 임명장을 가지고 왔던 사자는 부엌에서 식기를 씻고 있던 보나벤투라를 만났다고 한다. 이렇게 추기경이 된 보나벤투라는 공의회 참석 중 7월 15일 새벽녘 교황 그레고리오 10세는 물론 다수의 동서교회의 고위 성직자들이 임석한 가운데 병환으로 선종하였다. 그의 유해는 리용에 있는 프란치스코회 성당에 안치되었으나 18세기 말 프랑스 혁명 당시 군중들에 의해 그곳에 안치되어 있던 다른 유골들과 함께 광장에서 불태워졌다. 이런 혼란의 와중에 고위 성직자 하나가 보나벤투라의 두개골을 수습하여 안전한 장소에 보관했다고 전해지는데 아쉽게도 이 성직자가 그 장소를 비밀로 남긴 채 목숨을 잃음으로써 결국 유해의 행방은 오늘날까지 미궁에 빠져 있다.
보나벤투라의 시성은 그의 동료 교수이자 비슷한 시기에 활동했던 도미니코회의 박사성인 토마스 아퀴나스의 시성보다 훨씬 늦게 이루어진다. 그 이유는 그의 사후 그가 생전에 그토록 해소하려고 노력했던 프란치스코회 내부의 갈등이 다시 악화되어 그의 시성이 미루어졌기 때문이다. 결국 보나벤투라는 1482년 4월 14일 프란치스코회 출신이었던 교황 식스토 4세에 의해 시성된다. 그리고 1588년 3월 14일 교황 식스토 5세에 의해 ‘교회박사’로서 세라핌적 박사(Doctor Seraphicus)라는 영예로운 칭호를 얻는다.